# 이금서
이금서(李金書)는 신라말 고려초의 문신으로, 본관은 경주(慶州)이다. 경주 이씨(慶州李氏) 중시조인 신라 소판(蘇判) 이거명(李居明)의 손자로서, 신라 병부령(兵部令) 이금현(李金現)의 장남이고, 신라 경순왕(敬順王)의 사위이며, 고려 태조(太祖)의 외손서이다.

## 생애
신라말 고려초 중원태수(中原太守)를 역임하였다. 935년(경순왕 8) 11월 신라 경순왕이 고려에 귀부할 때 함께 입조하였고, 고려 태조 때 삼한공신(三韓功臣)에 책록되었다.

## 논란과 의혹

### 가계도 논란
일설에는 아버지로 알려진 이금현과 형제 관계라고 전한다. 이금현(李金現), 이금서(李金書) 부자의 이름상의 '금(金)'자가 같이 쓰인 점에서 비롯된 오해인 것 같다. 그러나, 신라와 고려의 옛 풍습에 아들의 이름에 아버지의 이름에 쓰인 글자를 사용하기도 하였으니, 권행(權幸, 안동권씨 시조)의 아들 인행(仁幸), 공직(龔直, ?~939, 연산공씨 시조)의 아들 직달(直達)이 그 예이다.
경주 이씨 대동보에 따르면 이금서의 아들은 1남 이윤홍(李潤弘), 2남 이윤원(李潤遠), 3남 이윤장(李潤張)이며, 2남 이윤원(李潤遠)은 가평 이씨(加平李氏)로, 3남 이윤장(李潤張)은 평창 이씨(平昌李氏)로 분적하였다고 한다. 그러나 평창 이씨는 경주 이씨 분적종이 아니라고 밝혀져 분적종에서 제외되었고, 가평 이씨(加平李氏)는 중국에서 유래되어 본래부터 분적종이 아니다. 평창 이씨 내부적으로 숙종 대의 족보를 근거로 이광(李匡)을 이윤장(李潤張)의 8세 손으로 보아 이윤장(李潤張)을 시조로 보는 분파와 이광(李匡)을 시조로 보는 분파의 대립이 있었으나, 숙종 대의 족보가 위작으로 밝혀져 '이광'(李匡)을 시조로 확정하고 이윤장과의 관련성에 선을 그었다.
이제현(李齊賢)의 묘지명(墓誌銘)에 의하면 "신라왕 김부(金溥 : 敬順王)가 국토를 바치고 고려 조정에 들어와 태조(太祖)의 딸인 낙랑공주(樂浪公主)에게 장가들어 딸을 낳았고, 그 딸이 금서의 아내가 되어 윤홍(潤弘)을 낳았으며" 라고 기록하고 있으며, 또 이윤홍이 '신라말' 병정(兵正)을 했다는 기록을 들어 연대상 문제점을 지적하기도 한다. 그러나 여기서 '신라말'은 '나말여초'를 의미하는 것으로 봐야 할 것이다. 경주이씨 대종보 총편에 '高麗仍置兵部令及兵正秩視宰相', 즉 '고려가 병부령(兵部令) 및 병정(兵正)을 그대로 두었고 그 직급은 재상(宰相)과 견준다'고 설명하고 있는 바, 이는 신라말 존재하던 병부령 및 병정 관직이 고려초에도 존치되었다는 의미이다. 여기서 병부령 밎 병정은 고려초 난립했던 지방 호족 세력이 독자적으로 설치한 지방행정기구 소속의 향직이다. 병부(兵部)의 장이 병부령(兵部令)이고, 차상직이 병정(兵正)으로서 이는 병부경(兵部卿)을 고친 것이다. 따라서 '신라말'은 '나말여초'상황을 염두에 두다 나온 실수로서 '고려초'의 오기일 것이다.

### 연대상 모순
경주이씨 세보에 의하면, 이금서는 고려조정에 처음 출사하였다 한다. 또한 태조 때 고려의 삼한공신에 책록되었다. 그런데 경순왕이 고려에 귀부하면서 고려 태조의 장녀인 낙랑공주 왕씨와 혼인한 것을 고려할 때, 경순왕의 2녀(낙랑공주의 1녀)인 신란궁부인 김씨(神鸞宮夫人 金氏)가 이금서와 혼인할 연령이 되려면 경순왕이 고려에 귀부한 이후 최소 15년 정도의 시간이 필요하고, 여기서 태어난 이금서의 아들들이 활약할 연령이 되려면 최소 15년 정도의 시간이 더 필요하게 된다. 따라서 이금서의 아들들이 경순왕의 고려 귀부 이전에 활약했다는 기록들은 이러한 사실과 30년 이상의 연대상 오차가 생기게 된다. 
3남 이윤장은 고려의 대사마 대장군으로 후백제 견훤을 토평하고 개국공신이 되었다고 하는데, 이 경우 위에서 살펴본 것처럼 이윤장의 생모는 신란궁 부인 김씨가 될 수 없다.
1남 이윤홍이 신라말 병정(兵正)을 지냈다는 기록은 신란궁부인 김씨의 연대와 맞지 않을 뿐더러, 이금서와 신란궁부인 김씨 사이에서 이윤홍이 태어났다는 익재 이제현 묘지명의 기록과도 모순이 발생한다.
대학자인 이색의 인품과 그가 지은 이제현의 묘지명의 기록연대를 고려할 때, 기록 연대가 뒤처지고 위조나 오기가 발생하기 쉬운 족보상의 기록보다는 이색이 찬한 이제현 묘지명의 신빙성이 더 큰 것으로 보인다. 따라서 이에 근거하여 모순점들을 생각해볼 때, 경순왕의 딸이자 고려 태조의 외손녀인 신란궁부인 김씨의 높은 신분을 고려하여 그 소생인 이윤홍을 이복형들인 이윤장, 이윤원에 앞서 1남으로 기록했을 가능성이 크다 할 수 있다. 또한 '신라말' 병정을 역임했다는 부분은 앞에서도 밝혔듯이 '고려초'의 오기로 보인다.

### 증손자 이주좌 논란
고려사와 고려사절요에 이금서(李金書)의 증손자 이주좌(李周佐)를 한미한 가문 출신으로 기록하고 있어 논란의 여지가 있다. 이주좌의 증조부 이금서(李金書)는 중원태수 호부낭중을 역임하고, 고려 태조의 외손녀이며 경순왕의 딸인 신란궁부인 김씨와 혼인하였는데, 비록 부친 이승훈(李承訓)이 7품 관직인 정조시랑(正朝侍郞)에 그쳤다고 하여 한미한 가문이라고 볼 수 있는가 하는 점 때문이다.

## 가계[11]
- 조부 : 이거명(李居明)
  - 아버지 : 이금현(李金現)
    - 부인 : 신란궁부인 김씨(神鸞宮夫人 金氏) - 경순왕의 2녀이자 낙랑공주 왕씨의 1녀
      - 1남 : 이윤홍(李潤弘)
        - 손자 : 이승훈(李承訓)
          - 증손 : 이주복(李周復)
          - 증손 : 이제정(李齊廷)
          - 증손 : 이주좌(李周佐) - 목종(穆宗) 때의 형부상서(刑部尙書)

        - 손자 : 이승겸(李承謙)[12]

      - 2남 : 이윤원(李潤遠)[13]
      - 3남 : 이윤장(李潤張)[14]

  - 장인 : 경순왕
  - 장모 : 낙랑공주 왕씨(樂浪公主 王氏) - 고려 태조의 장녀

## 같이 보기
| - 이알평 - 이총섬 - 이진 - 이제현 - 이거명 - 이윤장 - 이주좌 | - 삼한공신 - 후백제 견훤 - 신라 경순왕 - 낙랑공주 왕씨 - 김은부 - 이우칭 - 이순우 |